# Опаш (приток Цны)
Опаш — река в России, протекает по Фировскому району Тверской области. Длина реки составляет 14 км.
Исток реки находится в Кувшиновском районе. Река течёт на запад. Устье реки находится в 100 км от устья Цны по правому берегу, у деревни Погорелое Великооктябрьского сельского поселения.
Примерно в двух километрах от устья в Опаш слева впадает Чернивец.

## Данные водного реестра
По данным государственного водного реестра России относится к Балтийскому бассейновому округу, водохозяйственный участок реки — Шлина, речной подбассейн реки — Волхов. Относится к речному бассейну реки Нева (включая бассейны рек Онежского и Ладожского озера).
Код объекта в государственном водном реестре — 01040200112102000019815.

## Топографическая карта
- Лист карты O-36-104 Жданово. Масштаб: 1 : 100 000. Состояние местности на 1969 год. Издание 1974 г.